# Đảo Port (Gdańsk)

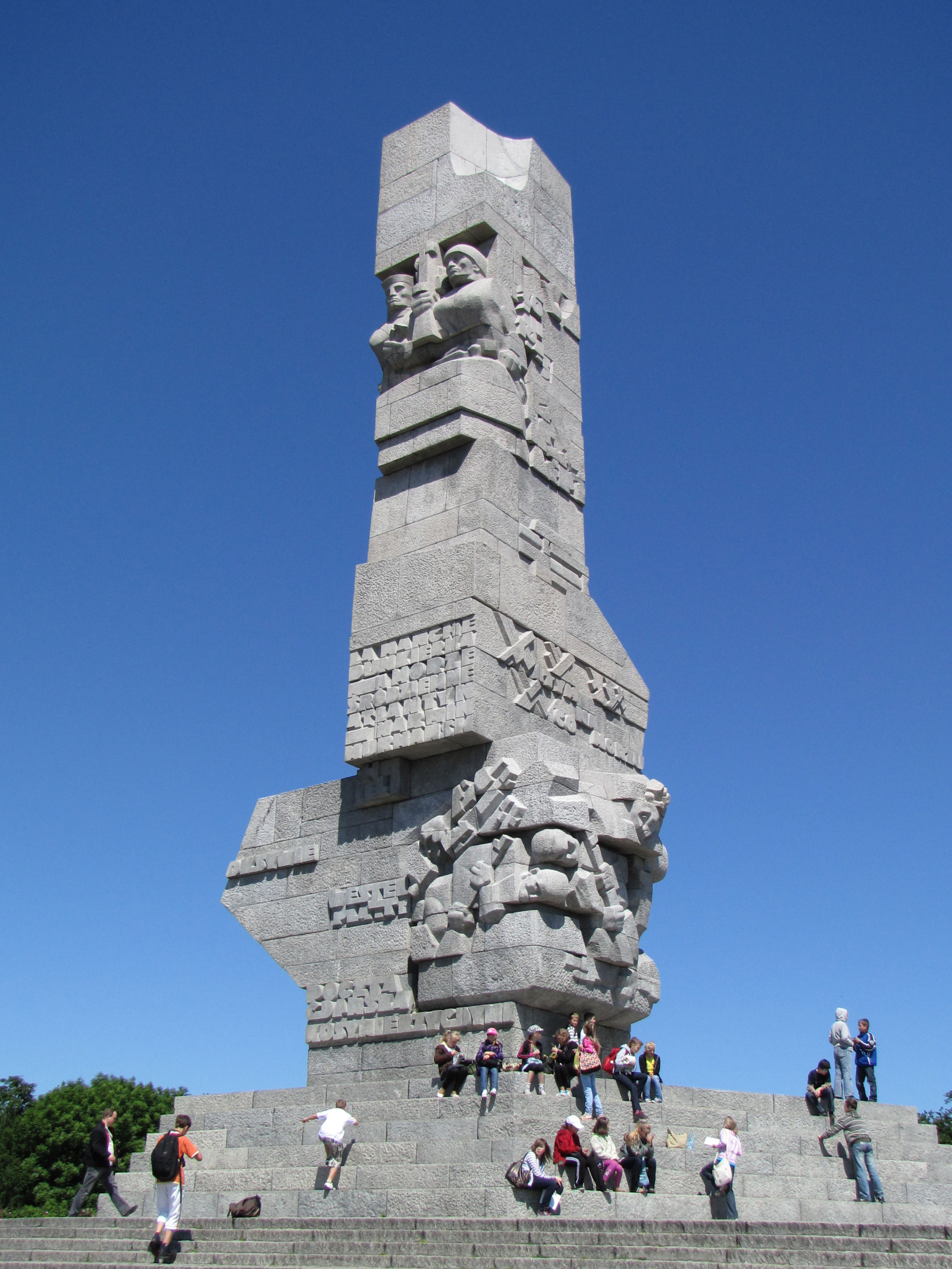
Đài tưởng niệm Westerplatte để tưởng nhớ các lính canh Ba Lan

Đảo (tiếng Đức: Die Nehrung) nằm giữa vịnh Gdańsk, Śmiała Wisła và Leniwka. Khu vực của đảo thuộc thành phố Gdańsk, Ba Lan và được chia thành 3 khu hành chính:
- Stogi (Gdańsk) (Heubude), dân số 11,578, diện tích 11,0 km², mật độ 1.057
- Przeróbka (Troyl), dân số 4.522, diện tích 6,9   km², mật độ 657
- Krakowiec-Górki Zachodnie (Krakau & Westlich Neufähr), dân số 1.981, diện tích 8.3   km², mật độ 238

Tổng cộng: dân số 18.081, diện tích 26,2   km² (2013)

## Ngành công nghiệp
Đảo rất quan trọng dải công nghiệp. Máy lọc dầu Gdańsk được đặt tại đó, cùng với nhiều cơ sở của Cảng Gdańsk.

## Tham quan
- Wisłoujście, pháo đài từ thế kỷ 17 được sử dụng để bảo vệ cửa cảng Gdańsk.
- Westerplatte, nơi bắt đầu Thế chiến thứ hai, cũng nằm ở đó.